# Viper (groupe)
Pour les articles homonymes, voir Viper.
Viper est un groupe de heavy metal Brésilien, originaire de São Paulo, dans l'État de São Paulo. Formé en 1985, le groupe publie ses deux premiers albums avec Andre Matos : Soldiers of Sunrise en 1987 et Theatre of Fate en 1989. À la suite du départ du chanteur qui a formé par la suite Angra, il continue, et est toujours en activité.

## Biographie

### Première période
Viper est formé en 1985, et enregistre cette même année une première démo intitulée The Killera Sword. En 1987, le groupe publie son premier album studio, Soldiers of Sunrise. En 1989, ils publient Theatre of Fate, notable pour son mélange de musique classique et de metal qui comprend une chanson inspirée de Moonlight Sonata de Beethoven. Peu après cependant, le chanteur Andre Matos quitte Viper pour terminer ses études musicales à l'université en Allemagne. À son retour au Brésil, il se joint au groupe Angra. Plutôt que de chercher un autre chanteur et bassiste, Pit Passarel reprend le microphone. Dès ce moment, le style musical du groupe change clairement dans leur deuxième album, Evolution, publié en 1992 -  plus agressif, plus direct, et un peu plus axé thrash metal.
Le 18 avril 1993, Viper joue au Club Cittá, à Tokyo ; ce concert est enregistré et publié sous le titre Maniacs in Japan.
En 1995, ils publient l'album Coma Rage, axé punk, qui comprend une reprise de la chanson I Fought the Law. 1996 est certainement l'année la plus sombre pour le groupe : peu après la sortie de l'album  Tem Pra Todo Mundo - leur premier album chanté en portugais, - leur label de l'époque Castle Communications met la clé sous la porte ; des démêlés judiciaires et la disparition des bandes de l'album empêcheront une éventuelle réédition, ou l'enregistrement d'un autre album par Viper. L'activité du groupe s'arrête net, mais ils ne se séparent pas officiellement. En 1999, la compilation Everybody Everybody – The Best of Viper est publiée pour célébrer les dix ans d'existence de Viper.

### Deuxième période
En 2001, le groupe reprend officiellement ses activités en jouant quelques concerts au Brésil. Peu après, le guitariste Yves Passarel quitte Viper pour se consacrer à son nouveau groupe Capital Inicial, un groupe local renommé de pop-rock.
En 2004, avec un nouveau chanteur, Ricardo Bocci, Viper tourne encore, puis publie un DVD en décembre 2005 intitulé 20 Years Living for the Night. Ils préparent ensuite la préproduction d'un nouvel album, et enregistrent une démo ; en février 2006, ils commencent à enregistrer un album. All My Life est finalement publié en juin 2007. 
Après une tournée au Brésil, Viper se remet en pause ; en février 2010, Bocci annonce son départ du groupe pour se consacrer à une carrière solo. Andre Matos rejoint le groupe en 2012. Cette même année, le groupe annonce sa tournée To Live Again Tour afin de célébrer les 25 ans d'existence de son album Soldiers of Sunrise. Ils publient ensuite un DVD To Live Again Tour en 2013. En septembre 2013, le groupe participe au Rock in Rio.

## Membres

### Membres actuels
- Pit Passarell – basse, chant, chœurs (de 1985 à 2024)
- Felipe Machado – guitare, guitare acoustique, violon, chœurs (depuis 1985)
- Andre Matos - chant (1985-1990, depuis 2012)
- Guilherme Martins – batterie (1989-1991, 2004, 2005, depuis 2012)
- Hugo Mariutti – guitare (depuis 2012)

### Anciens membres
- Yves Passarel - guitare (1985-2001), participant en 2007 et 2012
- Cassio Audi - batterie (1985-1987)
- Arnaldo Andrade - claviers (1987-1990)
- Valdério Santos - batterie (1989), guitare (2004-2007)
- Renato Graccia - batterie (1991-1996, 2006-2008)
- Ricardo Bocci - chant (2004-2009)

## Discographie

### Albums studio
- 1987 : Soldiers of Sunrise
- 1989 : Theatre of Fate
- 1992 : Evolution
- 1994 : Coma Rage
- 1996 : Tem Pra Todo Mundo
- 2007 : All My Life

### Albums live
- 1993 : Maniacs in Japan
- 2015 : To Live Again - Live in São Paulo

### Compilation
- 1999 : Everybody Everybody – The Best of VIPER

### EPs
- 1993 : Vipera Sapiens

### Démos
- 1985 : The Killera Sword
- 1989 : Viper 1989
- 2005 : Demo 2005

### DVD
- 2006 : 20 Years Living for the Night
- To Live Again - Live in São Paulo